# Gowino
Gowino (kaszb. Gòwino) – wieś w Polsce położona w województwie pomorskim, w powiecie wejherowskim, w gminie Wejherowo. Leży na zachodnich obrzeżach Trójmiejskiego Parku Krajobrazowego.
Pierwsze znane wzmianki o wsi pochodzą z archiwów Katedry Oliwskiej, w których to wieś została powierzona cystersom w XII w. Podczas zaboru pruskiego wieś nosiła nazwę niemiecką Gowin. Podczas okupacji niemieckiej nazwa Gowin w 1942 została przemianowana na Warndorf.
Miejscowość utworzono 1 stycznia 2013 z połączenia miejscowości Wielkie Gowino i Małe Gowino.
W północnej części miejscowości, częściowo na terenie dawnej żwirowni, na pograniczu lasu, powstało osiedle o nieoficjalnej nazwie Zaciszne Zalesie.
W Gowinie znajduje się parafia rzymskokatolicka, należąca do dekanatu Luzino, archidiecezji gdańskiej.
Połączenie z Wejherowem jest możliwe dzięki linii autobusowej nr 12 (Gowino Brzozowa - Wejherowo Dworzec PKP - Kąpino Parkowa) organizowanej przez MZK Wejherowo oraz autobusom PKS Gdynia.
Ludność miejscowości w latach:
- 1885 - 436 mieszkańców (Wielkie Gowino - 206, Małe Gowino - 230)
- 2002 - 708 mieszkańców
- 2005 - 828 mieszkańców
- 2010 - 1229 mieszkańców
- 2014 - 1547 mieszkańców
- 2016 - 1690 mieszkańców
- 2020 - 2260 mieszkańców
- 2022 - 2617 mieszkańców[10]